# Esther Tellado Alfonso
Esther Beatriz Tellado Alfonso (Santa Cruz de Tenerife, 1929) és una política espanyola, elegida diputada de Unió de Centre Democràtic (UCD) en el Congrés dels Diputats per la província de Santa Cruz de Tenerife en les eleccions generals espanyoles de 1977, que va ser diputada constituent en les Corts que van elaborar la Constitució espanyola de 1978.

## Trajectòria
Titulada en idiomes, havia participat en la Secció Femenina i en associacions de mestresses de casa, mostrant el seu interès pels temes de família. Va ser vicepresidenta primera de la Comissió Especial dels Problemes de la Tercera Edat i vocal en la Comissió Especial dels Problemes de Disminuïts Físics i Mentals, en la Comissió de Cultura, en la Comissió de Recerca de Situació dels Establiments Penitenciaris i en la Comissió d'Enquesta dels successos de Màlaga i La Llacuna de desembre 1977.
Tellado va ser elegida diputada de UCD en el Congrés dels Diputats per la província de Santa Cruz de Tenerife en les eleccions generals d'Espanya de 1977, i va ser diputada constituent en les Corts que van elaborar la Constitució espanyola de 1978.